# NK Graničar Tučenik
NK Graničar je nogometni klub iz Tučenika. Trenutačno se natječe u 1. ŽNL Zagrebačkoj.